# All-Star Baseball 2003
Az All-Star Baseball 2003 baseball-videójáték, melyet az Acclaim Studios Austin és a Software Creations fejlesztett és az Acclaim Entertainment jelentetett meg. A játék 2002 márciusában jelent meg Nintendo GameCube, PlayStation 2 és Xbox, illetve 2002 májusában Game Boy Advance platformokra.
A játék kommentátora Thom Brennaman, akit Steve Lyons szakkommentátor egészít ki. A játék borítóján Derek Jeter New York Yankees-beálló szerepel.

## Áttekintés
A játék elsőszámú célkitűzésének azt tették meg, hogy mindhárom otthoni videójáték-konzolra megjelenjen, ezt a sorozat kiadója, az Acclaim Entertainment már 1999-ben kitűzte. A 2003 fejlesztésének egyik legfontosabb kitűzése az elődjének leginkább kritizált pontjának, a gyenge mesterséges intelligenciának kijavítása.
A játék újdonságai közé tartozik a franchisemód, melyben a játékosok húsz szezonon keresztül láthatják el egy csapat igazgatói, vezetőedzői és játékosi feladatait. Másik új módként kapott helyet a ligabővítés, melyben a játékosoknak egy a Major League Baseball valamelyik ligájához újonnan csatlakozó csapatot kell megalkotniuk, majd azt a többi mód valamelyikében vezényelniük. A játék további újdonságai közé tartoznak a csalások, stadionok és csapatok megnyitására szolgáló Donruss-baseballkártyák, 500 új motion capture-animáció és a „3D cyberscan” technológiával megalkotott játékosarcok.

## Fogadtatás
| Összegzőoldal | Értékelés | Értékelés | Értékelés | Értékelés |
| Összegzőoldal | GBA       | GC        | PS2       | Xbox      |
| ------------- | --------- | --------- | --------- | --------- |
| Metacritic    | 77/100    | 83/100    | 81/100    | 79/100    |

| Szerző         | Értékelés | Értékelés | Értékelés | Értékelés |
| Szerző         | GBA       | GC        | PS2       | Xbox      |
| -------------- | --------- | --------- | --------- | --------- |
| AllGame        | [ 8 ]     | N/A       | [ 9 ]     | [ 10 ]    |
| EGM            | N/A       | 7/10      | N/A       | 7/10      |
| Famicú         | N/A       | 25/40     | N/A       | 26/40     |
| Game Informer  | 8/10      | 9/10      | 9/10      | 9/10      |
| GamePro        | N/A       | [ 18 ]    | N/A       | N/A       |
| GameRevolution | N/A       | N/A       | N/A       | B+        |
| GameSpot       | 7,3/10    | 8/10      | 8,6/10    | 8,4/10    |
| GameSpy        | N/A       | 67%       | N/A       | 68%       |
| GameZone       | 8,2/10    | 7/10      | 8,5/10    | 7,4/10    |
| IGN            | 7,8/10    | 8,3/10    | 8,9/10    | 8,9/10    |
| Nintendo Power | N/A       | 3,2/5     | N/A       | N/A       |
| OPM (US)       | N/A       | N/A       | [ 35 ]    | N/A       |
| OXM (US)       | N/A       | N/A       | N/A       | 6,2/10    |

A Metacritic kritikaösszegző weboldal adatai szerint a játék általánosságban kedvező kritikai fogadtatásban részesült. A Play magazin az All-Star Baseball 2003-at választotta a 2002-es év legjobb baseballjátéknak.
A játékból a 2002-es év folyamán 563 000 példányt adtak el Észak-Amerikában, ezzel az év legkelendőbb baseball-videójátéka volt. A játékból összesen több, mint 600 000 példányt adtak el világszerte, ezzel a sorozat legkelendőbb címe lett.